# Une femme dans la nuit
Pour plus de détails, voir Fiche technique et Distribution.
Une femme dans la nuit est un film français réalisé par Edmond T. Gréville et sorti en 1943.

## Synopsis
Une troupe de théâtre joue en tournée Manon Lescaut, avec en vedette Denise, dont le mari est malade et alcoolique. Lasse de ses accès de violence, et voulant refaire sa vie, elle s'enfuit et trouve refuge chez un médecin qui l'engage comme infirmière dans sa clinique. Cependant une autre infirmière, jalouse, commande une enquête à un détective, et finit par découvrir le passé de Denise.

## Fiche technique
- Titre : Une femme dans la nuit
- Titre anglophone : A Woman in the Night
- Réalisation : Edmond T. Gréville
- Scénario : Jean Bernard-Luc, Jacques Companéez d'après le roman d'Émile Zola
- Adaptation et dialogues : Pierre Laroche, Jacques Prévert, Pierre Rocher
- Photographie : Léonce-Henri Burel
- Montage : Anne-Marie Bijou
- Musique : Joseph Kosma, Raoul Moretti
- Producteur : Hercule Mucchielli
- Société de production	: Cyrnos Films
- Pays de production :  France
- Langue : français
- Format : Noir et blanc
- Genre : Film dramatique
- Durée : 105 minutes
- Date de sortie : 
  - France : 13 janvier 1943

## Distribution
- Viviane Romance : Denise Lorin
- Georges Flamant : Armand Leroy
- Claude Dauphin : François Rousseau
- Henri Guisol : Gustave
- Marion Malville : Nicole Serin-Ledoux
- Andrex : Le charbonnier
- Pierre Stephen : Campolli
- Lysiane Rey : Lucie Février
- Yves Deniaud
- Vanda Gréville
- Gilberte Prévost